# 바람계곡의 나우시카

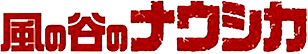

《바람계곡의 나우시카》(일본어: 風の谷のナウシカ 가제노타니노나우시카[*])는 미야자키 하야오의 만화 작품으로, 일반적으로 나우시카라 부른다. 도쿠마 쇼텐의 애니메이션 잡지 〈아니메주〉에서 발표하였다. 1984년에는 미야자키 자신의 감독의 극장판 애니메이션 《바람계곡의 나우시카》가 공개되었다.
애니메이션 바람계곡의 나우시카는 1982년 출간된 만화를 원작으로 하고 있으며, 만화는 12년 간의 연재 끝에 7권으로 마무리지어졌다. 애니메이션은 대체로 1권의 내용을 토대로 하고 있는데 이는 제작 당시 1권까지의 스토리만 진행된 상태였기 때문이다. 이후의 이야기는 매우 크게 달라지는데, 우선 도록이란 새로운 국가가 등장하여 이들과 트로메키아와의 전쟁이 주요 스토리라인이 된다. 그 전쟁 속에서, 도록은 더 빠르게 자라나고 빠르게 죽는 곰팡이를 인위적으로 개발하여 전쟁 무기로 사용하려고 하지만, 이 곰팡이종이 돌연변이를 일으키면서 걷잡을 수 없는 속도로 번식해가고 남은 지구 땅의 넓은 영역을 뒤덮으면서, 전설로 전해져오던 "대해소 (大海嘯)"를 일으킨다. 결말에서 나우시카는 도록 나라 안에 있던 성스러운 지역인 슈와의 신전으로 가게 되는데, 가는 길에 부해와 오무가 오염된 지구를 정화하기 위해 과거의 과학자들이 인위적으로 만들어낸 것이며, 인간 역시 오염된 세상에서 살 수 있도록 인위적으로 유전자 변이를 만들어 오히려 청결한 환경에서 살아갈 수 없다는 것을 깨닫는다. 그러나 나우시카는 인간이 환경에 따라 적응할 수 있는 것을 믿고, 과거의 과학자들의 영혼의 요구 - 새로운 인류가 탄생할 때까지 자신들을 지켜줄 것 - 를 거부하고 이들의 영혼이 담겨있던 슈와 신전을 자신의 "아이"가 된 거신병의 도움으로 파괴한다.